# جون سيمبسون (أستاذ جامعي)
جون سيمبسون (بالإنجليزية: John Simpson)‏ هو معجمي بريطاني، ولد في 13 أكتوبر 1953 في شلتنهام في المملكة المتحدة.

## وصلات خارجية
- الموقع الرسمي